# بيني دوني
بيني دوني، هي ممثلة أسترالية، ولدت في 1954 في بريزبان في أستراليا.

## أعمال

### أفلام
- (2009) الذي لا يقهر[4]
- (2017) بريث

## وصلات خارجية
- بيني دوني على موقع IMDb (الإنجليزية)
- بيني دوني على موقع ألو سيني (الفرنسية)
- بيني دوني على موقع ميوزك برينز (الإنجليزية)
- بيني دوني على موقع أول موفي (الإنجليزية)
- بيني دوني على موقع قاعدة بيانات برودواي على الإنترنت (الإنجليزية)
- بيني دوني على موقع قاعدة بيانات الأفلام السويدية (السويدية)
- بيني دوني على موقع قاعدة بيانات الفيلم (الإنجليزية)
- بيني دوني على موقع كينوبويسك (الروسية)